# Wachet auf, ruft uns die Stimme, BWV 140
Wachet auf, ruft uns die Stimme (BWV 140) ist eine der bekanntesten Kantaten Johann Sebastian Bachs. Das Werk basiert auf dem bekannten gleichnamigen Choral von Philipp Nicolai aus dem Jahre 1599.

## Entstehung
Diese Choralkantate wurde für den im Kirchenjahr nur selten vorkommenden 27. Sonntag nach Trinitatis komponiert. Die Uraufführung fand am 25. November 1731 statt.

## Thematik
Der unbekannte Textdichter übernahm alle drei Strophen des Chorals wörtlich für die Sätze 1, 4 und 7; dazwischen fügte er frei gedichtete Rezitative und Arien ein, die auf biblische Motive des Hohelieds Salomons zurückgreifen.
Grundgedanke des Textes ist die bildliche Gleichsetzung der Verbindung zwischen Jesus und der menschlichen Seele mit einer Hochzeit. Wie bei antiken orientalischen Hochzeiten der Bräutigam anscheinend zu einem nicht genau festgesetzten Zeitpunkt erschien, dann aber ein ordentliches Fest erwartete, so soll die Seele ständig bereit sein, Gott zu begegnen.

## Satzfolge
- Satz 1 ist eine besonders weit angelegte Choralbearbeitung, die mit ihrem punktierten Rhythmus an den Beginn einer französischen Ouverture gemahnt: die Choralmelodie erklingt zeilenweise in langen Noten als Cantus firmus im Sopran, den Alt, Tenor und Bass, einander imitierend, umspielen. Der Orchestersatz enthält tiefe Oboeninstrumente, was die zu Beginn „nächtliche“ Stimmung des Werks unterstreicht.
- Satz 2 ist ein Tenor-Rezitativ, das die baldige Ankunft des Bräutigams ankündigt.
- Satz 3 ist ein Sopran-Bass-Duett, das das Warten der Seele (Sopran) auf Jesus (Bass) illustriert. Zu bemerken ist der virtuos-leidenschaftliche Solo-Violino piccolo.
- Satz 4 führt eine durch Vorhalte geprägte Melodie der Unisono-Streicher ein, in die der Tenor den Cantus firmus zeilenweise hineinsingt. Bach nahm diesen Satz später in seine Sammlung aus Orgeltranskriptionen von Kantatensätzen (die sogenannten Schübler-Choräle) auf. In dieser Form ist der Satz sehr beliebt geworden; er wird häufig für andere Besetzungen arrangiert und für die Popmusik adaptiert.
- Satz 5 ist ein von Streichern begleitetes Accompagnato-Rezitativ des Basses, in dem Jesus die Seele zu sich ruft und ihr Geborgenheit zusagt.
- Satz 6 ist ein weiteres Sopran-Bass-Duett, in dem Seele und Jesus nunmehr fröhlich vereint sind. Dies wird musikalisch durch zahlreiche Melismen und eine schwungvolle Oboenpartie dargestellt.
- Die Kantate schließt mit einem 4-stimmigen Satz der letzten Choralstrophe.

| Titel                                            | Stimmen      | Tonaufnahme |
| ------------------------------------------------ | ------------ | ----------- |
| 1. Choral: Wachet auf, ruft uns die Stimme       | Chor         |             |
| 2. Rezitativ: Er kommt, der Bräutgam kommt       | Tenor        |             |
| 3. Arie: Wenn kömmst du, mein Heil?              | Sopran, Bass |             |
| 4. Choral: Zion hört die Wächter singen          | Tenor        |             |
| 5. Rezitativ: So geh herein zu mir               | Bass         |             |
| 6. Arie: Mein Freund ist mein! Und ich bin sein! | Sopran, Bass |             |
| 7. Choral: Gloria sei dir gesungen               | Chor         |             |

## Besetzung
- Erzähler (Tenor)
- Die Seele (Sopran)
- Jesus (Bass)
- Chor (SATB)
- Orchester mit 2 Oboen, Taille (Partiturbezeichnung der Oboe da caccia), Horn (als Melodieverstärkung), Violino piccolo, 2 Violinen, Bratsche, Basso continuo